# Temerario (cañonero torpedero)
El Cañonero torpedero Temerario fue un buque de la Armada Española. Era cabeza de su clase (Clase Temerario), compuesta por seis buques.

## Diseño

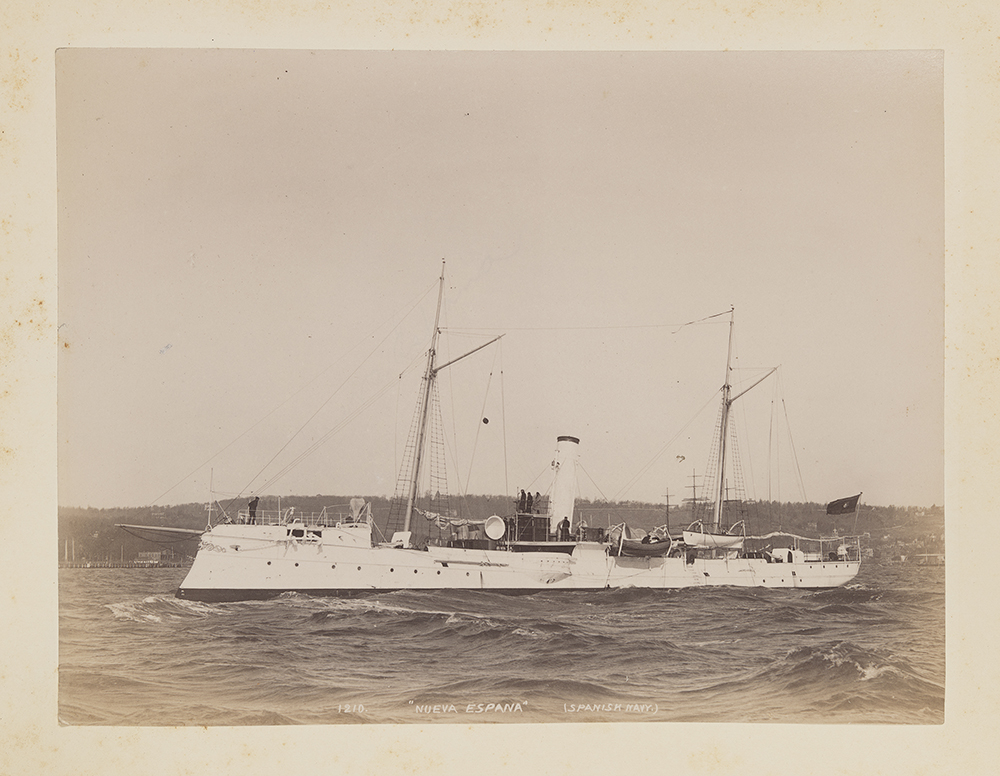
El ', gemelo del Temerario.

El buque que fue proyectado por el ingeniero naval Tomás de Tallerie, estaba construido con casco de acero y veinte compartimentos estancos. Usaba un destilador Weis para alimentar sus cuatro calderas de llama directa, dos cilíndricas a popa para navegación a velocidad económica, y dos tipo locomotora a proa para alta velocidad.
El alumbrado eléctrico interior constaba de 35 lámparas incandescentes de 10 bujías, dos de 500 en los costados y un proyector Magín instalado a proa. Las carboneras, en forma de cintura alrededor y sobre las calderas y máquinas, servían de protección a estas. Como medios de achique disponía de siete eyectores, seis bombas de vapor y dos centrífugas dobles para la circulación que podían tomar agua de la sentina, las cuales en su conjunto podían achicar 1400 toneladas de agua por hora.
El Temerario estaba dotado de almacén de víveres para 45 días, cisternas con agua para un mes, un destilador para agua dulce y de mezcla, un servomotor para el manejo del timón y cabestrante de doble acción a vapor y a mano. 
La capacidad de las carboneras era de 130 toneladas, y contaba con un aparejo auxiliar de pailebot , con una superficie vélica de 233 m².

## Historial
Fue construido en el Arsenal de Cartagena. Su quilla se colocó en el Varadero de Santa Rosalía el 1 de diciembre de 1887. Fue puesto a flote el 29 de octubre de 1889 y entró en servicio a finales de 1891. 
El Temerario formó parte de la Escuadra que participó en las celebraciones del IV Centenario del Descubrimiento, en 1892. Al año siguiente tomó parte en las operaciones de guerra en aguas de Melilla, donde recibió su bautismo de fuego. En octubre de 1894 arribó a su nuevo destino, la Estación Naval del Río de la Plata, en sustitución del crucero Cristóbal Colón. Fue el último buque de la Armada Española en ser destinado allí.
En 1898, cuando estaba al mando del teniente de navío de primera clase Chacón Pery, se especuló sobre si el Temerario atacaría al acorazado Oregón que se incorporaba al teatro principal de la guerra, el Mar Caribe, desde el océano Pacífico. Ante la posibilidad de un ataque, los mandos navales estadounidenses ordenaron a la goleta cañonera  USS Marietta que escoltase al acorazado, con sólo dos piezas de calibre medio, aunque con una poderosa pero lenta artillería principal. 
Simultáneamente el gobierno de los Estados Unidos redobló las presiones diplomáticas sobre Argentina y Uruguay para que no permitieran la presencia en sus aguas de un buque beligerante. Pero el Temerario no estaba en condiciones para navegar, ya que necesitaba sustituir los tubos de las calderas. Remontó el Río Paraná hasta Asunción (Paraguay), donde fue bien recibido. Allí permaneció durante toda la guerra, mientras se efectuaban las reparaciones, y emprendió el viaje de vuelta a España a principios de 1899.
En 1900, por Decreto del 18 de mayo del Ministerio de Marina, se describió técnicamente la situación de los buques de la Armada en ese momento y se dieron de baja 25 unidades por considerarse ineficaces, entre ellos el Temerario. Respecto al Temerario señala:

El Alfonso XII, Temerario, Vicente Yáñez Pinzón y Martin Alonso Pinzón son buques sin valor militar de ninguna clase, faltos de toda protección, tanto en sus costados como en su artillería, máquinas y calderas, en términos de poder ser inmediatamente destruidos, no ya por los cañones modernos, sino por los antiguos, sin velocidad y sin otra aplicación que los servicios de paz y la infructuosa y nominal persecución del contrabando, consumen sin provecho alguno, lo mismo que el Marqués de la Ensenada, una gran parte del presupuesto de la Marina, son causa de grandes y justificadas censuras, y sólo sirven para cubrir con nombres sin realidad alguna la lista de una escuadra absolutamente ficticia.

Sin embargo, en noviembre se revocó esa decisión y se decidió que prestara servicios como cañonero. Para ello, se suprimió su armamento torpedero y se le remplazó la totalidad de la artillería original por seis piezas Škoda de 70 mm en las bandas y una Skoda de 47 mm a popa.
A partir de 1901 el Temerario prestó servicios como guardacostas, destinado casi siempre en el mar Mediterráneo y ocasionalmente en aguas de Marruecos.
Fue baja en las listas de la Armada en 1916, año en el que fue vendido.